# Dupontiopsis
Dupontiopsis é um gênero monotípico de plantas com flores pertencentes à família Poaceae. A única espécie é Dupontiopsis hayachinensis.
A sua área de distribuição nativa é o Japão.